# Einstetting
Einstetting ist ein Gemeindeteil von Buchbach im oberbayerischen Landkreis Mühldorf am Inn.

## Geografische Lage
Der Weiler Einstetting liegt 1,5 km südlich von Buchbach im Gemeindegebiet des Marktes Buchbach in der Region Südostoberbayern inmitten des tertiären Hügellandes zwischen den Tälern der Vils im Norden und der Isen im Süden. Die Landeshauptstadt München ist rund 65 km entfernt.

## Geschichte
Einstetting kam mit dem bayerischen Gemeindeedikt von 1818 zur Gemeinde Walkersaich und mit dem Nordteil dieser am 1. Januar 1973 im Zuge der Gebietsreform in Bayern zur Gemeinde Buchbach.

## Bevölkerungsentwicklung
Um 1857 hatte der Weiler Einstetting 12 Einwohner und 4 Gebäude. Es gab dort bei der Volkszählung von 1961 weiterhin 12 Einwohner, die in  3 Wohngebäuden lebten. Im Mai 1987 lebten dort 15 Einwohner in diesen 3 Wohngebäuden.